# Rad-Weltcup 1999
Der Rad-Weltcup 1999 bestand aus 10 Eintagesrennen. Der Belgier Andreï Tchmil gewann erstmals den Weltcup. In der Mannschaftswertung siegte das Team Rabobank.

## Rennen
| Datum       | Radrennen                | Sieger               |
| ----------- | ------------------------ | -------------------- |
| 20. März    | Mailand-San Remo         | Andreï Tchmil        |
| 4. April    | Flandern-Rundfahrt       | Peter Van Petegem    |
| 11. April   | Paris–Roubaix            | Andrea Tafi          |
| 18. April   | Lüttich–Bastogne–Lüttich | Frank Vandenbroucke  |
| 24. April   | Amstel Gold Race         | Michael Boogerd      |
| 7. August   | Clásica San Sebastián    | Francesco Casagrande |
| 15. August  | HEW Cyclassic            | Mirko Celestino      |
| 22. August  | Meisterschaft von Zürich | Grzegorz Gwiazdowski |
| 3. Oktober  | Paris–Tours              | Marc Wauters         |
| 16. Oktober | Lombardei-Rundfahrt      | Mirko Celestino      |

## Endstand
| Platz | Fahrer              | Punkte |
| ----- | ------------------- | ------ |
| 1.    | Andreï Tchmil       | 299    |
| 2.    | Michael Boogerd     | 238    |
| 3.    | Frank Vandenbroucke | 214    |
| 4.    | Peter Van Petegem   | 153    |
| 5.    | Beat Zberg          | 145    |